# ميكا سلوت
ميكا سلوت (بالإنجليزية: Micah Sloat)‏ مواليد 8 مايو 1981، هو ممثل أمريكي.

## الأعمال

### أفلام
- نشاط خارق

## روابط خارجية
- ميكا سلوت على موقع IMDb (الإنجليزية)
- ميكا سلوت على موقع ألو سيني (الفرنسية)
- ميكا سلوت على موقع أول موفي (الإنجليزية)
- ميكا سلوت على موقع قاعدة بيانات الأفلام السويدية (السويدية)
- ميكا سلوت على موقع قاعدة بيانات الفيلم (الإنجليزية)
- ميكا سلوت على موقع كينوبويسك (الروسية)